# Grant's

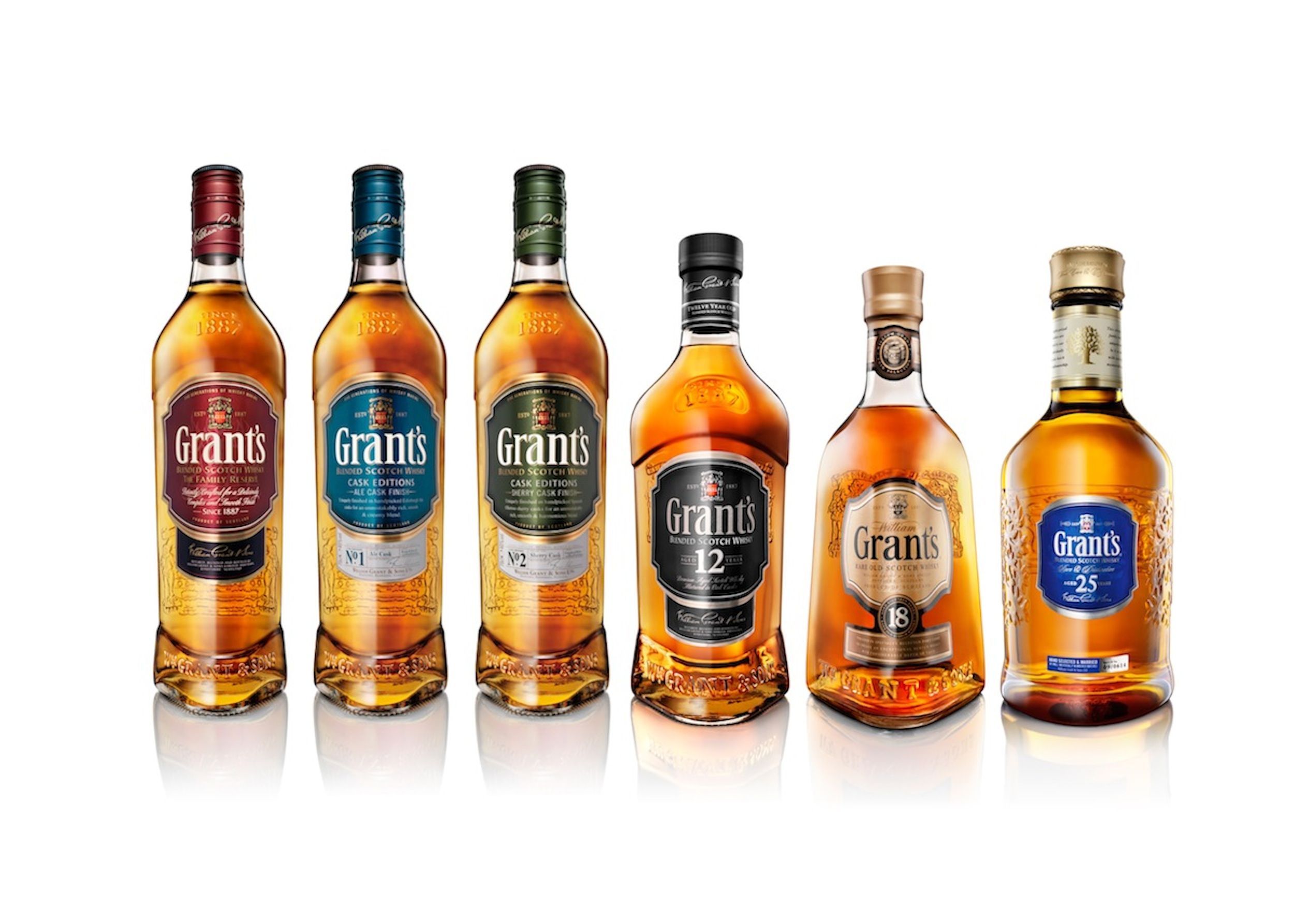

Grant's (Ґрантс) — популярна марка шотландського купажованого віскі, що виготовляється сімейною компанією  «William Grant & Sons», яка була заснована у 1887 році.
З 1957 року віскі «Grant's» розливають у класичні фірмові трикутні пляшки різного об'єму.